# برای تو (ترانه ۱۹۸۵)
« برای تو» تک‌آهنگی از هنرمند اهل کانادا سلین دیون است که در سپتامبر ۱۹۸۵ منتشر شد.